# Begraafplaats van 's-Gravenbrakel
De Begraafplaats van ‘s-Gravenbrakel is een gemeentelijke begraafplaats in de Belgische stad 's-Gravenbrakel. De begraafplaats ligt 650 m ten noordwesten van het stadscentrum (Grote Markt) aan de Chemin des Dix Maisons. Ze wordt omgeven door een bakstenen muur en afgesloten door een tweedelig metalen traliehek.

## Britse oorlogsgraven
Op de begraafplaats liggen 40 Commonwealth gesneuvelden uit de beide wereldoorlogen. Ze liggen in verschillende perken gegroepeerd in het zuidoostelijke kwart van de begraafplaats.
Er liggen 33 Britse slachtoffers uit de Eerste Wereldoorlog die allen stierven als krijgsgevangene in het laatste jaar van de oorlog of in het begin van 1919.
Er rusten ook nog 7 slachtoffers uit de Tweede Wereldoorlog. Het zijn 3 Britten, 3 Australiërs en 1 Canadees. Zij waren de bemanning van een Avro Lancaster bommenwerper die werd neergehaald op 30 juli 1942. Vlak bij hun graven staat een herdenkingsmonument voor deze bemanning. Tussen de Britse graven ligt ook een Franse gesneuvelde uit deze oorlog.
De graven worden onderhouden door de Commonwealth War Graves Commission en staan er geregistreerd als Braine-le-Comte Communal Cemetery.

### Onderscheiden militair
- P. Low, korporaal bij de Gordon Highlanders ontving de Military Medal (MM).